# Španělské Nizozemí
Španělské Nizozemí (nizozemsky Spaanse Nederlanden, španělsky Países Bajos españoles) byl geopolitický útvar, který v letech 1581–1714 ovládala španělská větev Habsburků a který se rozkládal na území dnešní Belgie, Lucemburska a části severní Francie. 

## Historie
Vznikl poté, co se Nizozemsko v roce 1581 odtrhlo od celku Habsburského Nizozemí, jež ovládali španělští králové, a vytvořilo Republiku spojených nizozemských provincií. Území, jež zůstalo pod španělskou nadvládou, pak vešlo ve známost jako Španělské Nizozemí.

## Členění

Obchodní mapa Španělského Nizozemí

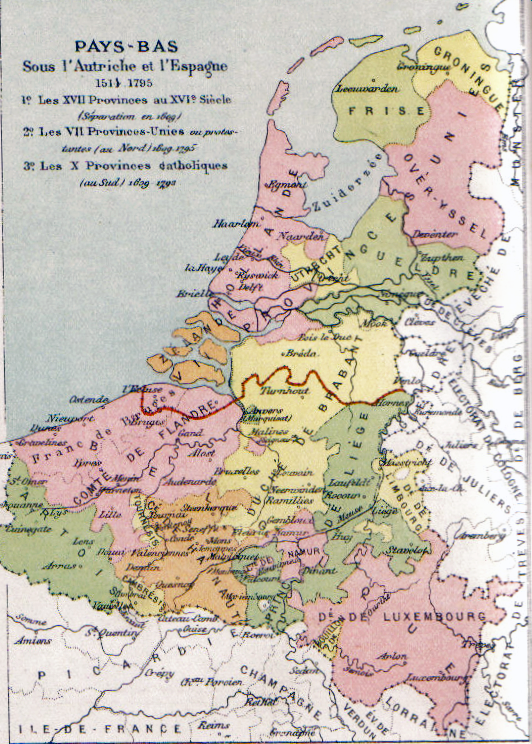
Mapa Španělského Nizozemí

Španělské Nizozemí původně sestávalo z:
- Flanderského hrabství
- Hrabství Artois
- města Tournai
- města Cambrai
  - (zhruba šlo o území, jež je dnes součástí francouzských departementů Nord a severní části Pas-de-Calais
- Vévodství Lucemburské
- Vévodství Limburk
- Hrabství Henegavské
- Hrabství Namurské
- panství Mechelenské (od roku 1490 hrabství)
- Vévodství Brabantské
- takzvaná Horní čtvrtina Vévodství Geldern (v okolí měst Venlo a Roermond v dnešní nizozemské provincii Limburk)

Hlavním městem Španělského Nizozemí byl Brusel v Brabantsku.